# Gabriele Adorno (militare)

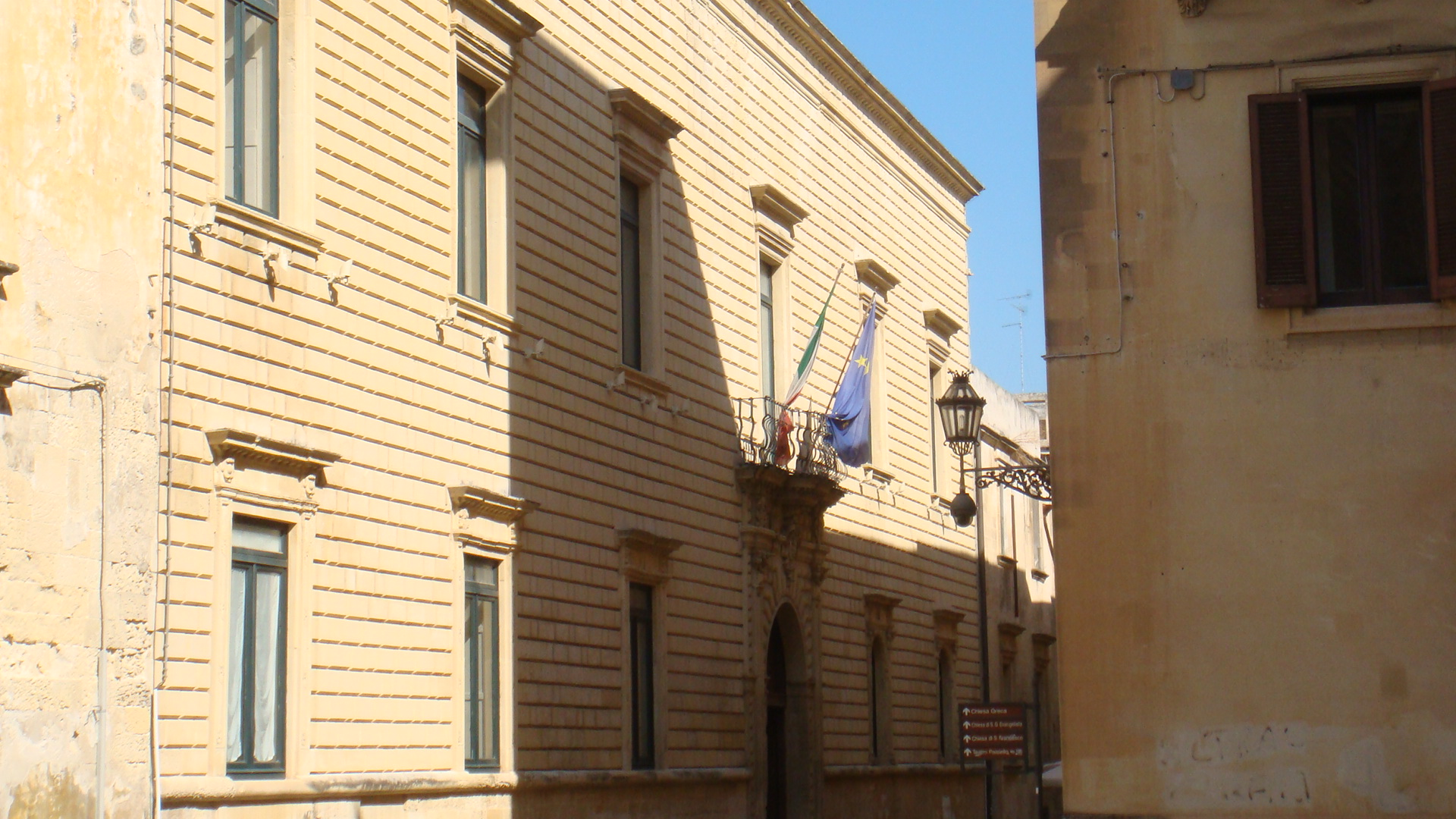
Lecce, Palazzo Adorno

Gabriele Adorno (Genova, 1499 – Napoli, 1572) è stato un nobile e generale italiano.

## Biografia
Era figlio di Domenico Adorno e di Peretta Giustiniani.
Fu al servizio della marina imperiale spagnola di Carlo V per quarant'anni, partecipando a tutte le guerre dell'epoca.
Fece edificare da Gabriele Riccardi nel 1568 a Lecce un suo palazzo, sede oggi dell'Amministrazione Provinciale.
All'età di 73 anni si ritirò a Napoli, dove morì nel 1572. Fu sepolto nella Basilica di Santa Chiara, dove venne fatto erigere il suo monumento funebre, distrutto durante i bombardamenti della seconda guerra mondiale.

## Discendenza
Gabriele sposò Chiara Pinelli, dalla quale ebbe quattro figlie:
- Poriz
- Beatrice
- Vittoria
- Ippolita